# Олимпийский комитет Мальдив
Олимпийский комитет Мальдив — организация, представляющая Мальдивы в международном олимпийском движении. Основан и зарегистрирован в МОК в 1985 году.
Штаб-квартира расположена в Мале. Является членом Международного олимпийского комитета, Олимпийского совета Азии и других международных спортивных организаций.